# گوران پاندوروویچ
گوران پاندوروویچ (صربی: Goran Pandurović؛ زادهٔ ۱۶ ژوئیهٔ ۱۹۶۳) بازیکن سابق و مربی فوتبال اهل صربستان است.
از باشگاه‌هایی که در آن بازی کرده‌است می‌توان به باشگاه فوتبال رن و باشگاه فوتبال پارتیزان اشاره کرد.
وی همچنین در تیم ملی فوتبال صربستان و مونته‌نگرو بازی کرده‌است.